# 데코나
데코나/데고나(일본어: 手児奈/てこな, てごな)는 나라 시대 이전인 시모우사노쿠니(현재의 지바현 이치카와시)에 거주하고 있었다고 전해지는 여자의 이름이다. 절세 미녀로 대부분의 남자들이 청혼했다. 하지만 그녀를 둘러싸고 청혼자들 사이에서 싸움이 발생하자 결국에는 자살했다고 하는 전설이 전해지고 있다.
자세한 것에 대해서는 여러 가지 가설이 있지만, 대표적인 이야기를 들자면 그녀는 조메이 천황 시절인 구니조의 딸이라고 전해진다. 그녀는 시모우사노쿠니와 가까운 구니로 시집을 갔지만, 勝鹿의 고우다와 시집가기 전에 각구니에서 싸움이 일어난 것 때문에 괴로움으로 결국에는 절로 돌아갔다.
다음 해에는 시집가기 전에 절로 돌아간 자신의 운명을 한탄했고, 친가에서 걱정을 할까 봐 나중에는 자신의 아이와 함께 조용히 살고 있었다.
하지만 남자들은 그녀를 둘러싸고 전쟁을 벌였다. 데코나는, 결국 현재의 마마강에서 투신 자살했다고 하는 전설이 전해지고 있다. 옛날부터 전해내려온 전설이 이 땅에 고우다가 세워진 후, 수도로까지 전파되었고 시인들의 상상력을 자극해 결국 데코나와 관련된 많은 작품들이 탄생되었다.
만요슈에는 다카하시노 무시마로나 야마노 아카히토 등에 의해 데코나를 위로하는 노래가 많이 불렸다.
737년에 어느 기행자가 이 기록을 들은 뒤에, 데코나의 영혼을 위로하기 위해 고보지를 세웠다. 현재는 데코나 영당에서 제사를 지내고 있다. 또 가메이원에는 데코나가 물을 길었다고 전해지는 우물이 존재하고 있다.
데코나의 한자 표기는 手古奈, 手児名등으로 쓰이기도 한다.
우에다 아키나리가 쓴 "우게쓰 이야기"에서 나오는 이야기는 한결같이 浅茅が宿의 시모사 가즈나카의 진간을 배경으로 삼고, 데코나의 전설을 모티브로 삼고 있다.